# Девін Таунсенд
Девін Гаррет Таунсенд (англ. Devin Garret Townsend; *5 травня 1972, Нью-Вестмінстер, Британська Колумбія, Канада) — канадський вокаліст і гітарист.